# Pehr Kalm

Pehr Kalm (6 de març de 1716 – 16 de novembre de 1779) (a Finlàndia també conegut com a Pietari Kalm i en algunes traduccions a l'anglès com Peter Kalm) va ser un explorador i botànic finlandès d'ètnia sueca. Va der un dels deixebles més importants de Carl Linnaeus. Entre altres coses va ser qui primer va descriure les Cascades del Niàgara.

## Biografia
Kalm nasqué a Ångermanland, on els seus pares es refugiaren durant la Gran Guerra del Nord. El seu pare morí sis setmanes després del seu naxement. La seva família tornà a Närpes a Ostrobòtnia, on el pare de Kalm havia estat ministre luterà. Kalm estudià a l'Acadèmia de Turku i després a la Universitat d'Uppsala, on va passar a ser un dels primers alumnes de Carl von Linné. A Uppsala Kalm va ser el superintendent d'una plantació experimental del Baró Sten Karl Bielke.
L'any 1747 va ser professor d'Història Natural i Economia i el matteix Lineu el va proposar com a membre de la Reial Acadèmia Sueca de Ciències (n'era membre des de 1745) per a fer una expedició botànica a l'Amèrica del Nord particularment per a investigar si la morera vermella podria ser útil per la indústria de la seda a Finlàndia (que aleshores era part de Suècia).
En el sseu viatge de Suècia a la Filadèlfia dels Estats Units, Kalm passà sis mesos a Anglaterra on contactà amb importants botànics d'aquella època. Kalm arribà a Pennsilvània el 1748; on va conèixer Benjamin Franklin i John Bartram. Kalm va tenir com abase d'operacions la comunitat fino-sueca de Raccoon (actualment Swedesboro) al sud de Nova Jersey on va estar-s'hi fins a maig de 1749.
Va fer vitges fins Niagara Falls arribant fins a Mont-real i Quebec abans de tornar el 1751. Després de la seva tornada a Finlàndia va tornar a ser professor a l'Acadèmia de Turku i va establir-hi un jardí botànic fins a la seva mort el 1771.

## Llegat
El diari dels viatges de Kalm' es publicaren en suec sota el nom de En Resa til Norra America (Estocolm, 1753–1761). Va ser traduït a l'alemany, neerlandès i anglès el 1770 com Travels into North America. Kalm va descriure no només la flora i la fauna sinó també la vida dels amerindis i els colons anglesos i francesos. Aquest llibre va ser una referència important per la vida de l'Amèrica del nord colonial i s'ha reeditat nombroses vegades.
En la seva obra Species Plantarum, Linnaeus cita Kalm per 90 espècies, 60 d'elles noves, i inclou el gènere Kalmia, honorant el seu nom. Kalmia latifolia (Mountain-laurel) és la flor estatal de Pennsilvània i Connecticut.
Un altre conegut suec que vivia a Finlàndia, Anders Chydenius, va ser alumne de Pehr Kalm.
La signatura abreujada de Kalm com a botànic és: Kalm.